# Tryggve Eeg-Olofsson
Tryggve Natanael Eeg-Olofsson, född 13 januari 1909 i Kristinehamn, död 25 juni 2000 i Göteborg, var en svensk ingenjör. Han var bror till Richard och Ansgar Eeg-Olofsson.
Eeg-Olofsson, som var son till Olof Olofsson och Jensi Eeg, utexaminerades från Chalmers tekniska institut 1932, blev filosofie licentiat vid Stockholms högskola 1947 och teknologie doktor 1957. Han var geofysiker 1933–1939, bedrev oljeprospektering i Iran 1937, i Indien 1938–1939, innehade olika lärartjänster 1939–1942 och 1945–1948, var chef för konstruktionskontoret vid Militärfysiska institutet 1941–1945, sektionschef vid Försvarets forskningsanstalt (FOA) 1945–1947, avdelningsföreståndare vid Mynt- och justeringsverket 1947–1954, ställföreträdare för myntdirektören 1952–1954, avdelningschef vid Svenska Textilforskningsinstitutet 1954–1958, blev docent 1958, lektor i Borås 1958, var professor i textilmekanik vid Chalmers tekniska högskola 1959–1975 (tillförordnad 1958) och föreståndare för Nordiska högskolan för hushållsvetenskap, textillinjen, 1963–1976. Han publicerade vetenskapliga arbeten inom fysik och textilteknologi, utgav sånger och debuterade med utställningar 1980.